# 호흡수
호흡수(respiratory rate, RR) 또는 호흡률은 호흡의 빈도를 의미하는 단어로, 주로 1분동안 얼마나 호흡하였는지 그 횟수를 뜻한다. 호흡수는 호흡중추에 의해 조절된다. 호흡수는 대표적인 생체 징후의 일부로 여겨지며, 호흡수를 정확히 재는 것은 의료인들이 환자를 파악하는데 도움을 준다.

## 측정
인간의 호흡수는 1분동안 얼마나 많은 횟수의 호흡을 하였는지를 재는 것이며, 안정상태에서 가슴이 움직이는 것을 관찰하면서 횟수를 세면 호흡수를 측정할 수 있다. 광섬유를 이용한 호흡수 측정기계가 MRI를 측정 중인 환자에게 사용될 수 있다. 열이나 질병에 걸렸을 경우 호흡수가 상승할 수 있다.

## 정상 범위
성인의 정상 호흡수는 보통 1분 당 12–20회로 여겨진다.

## 같이 보기
- 호흡중추
- 호흡계통